# 亭溪岭古驿道
29°42′53.54″N 121°36′23.68″E / 29.7148722°N 121.6065778°E

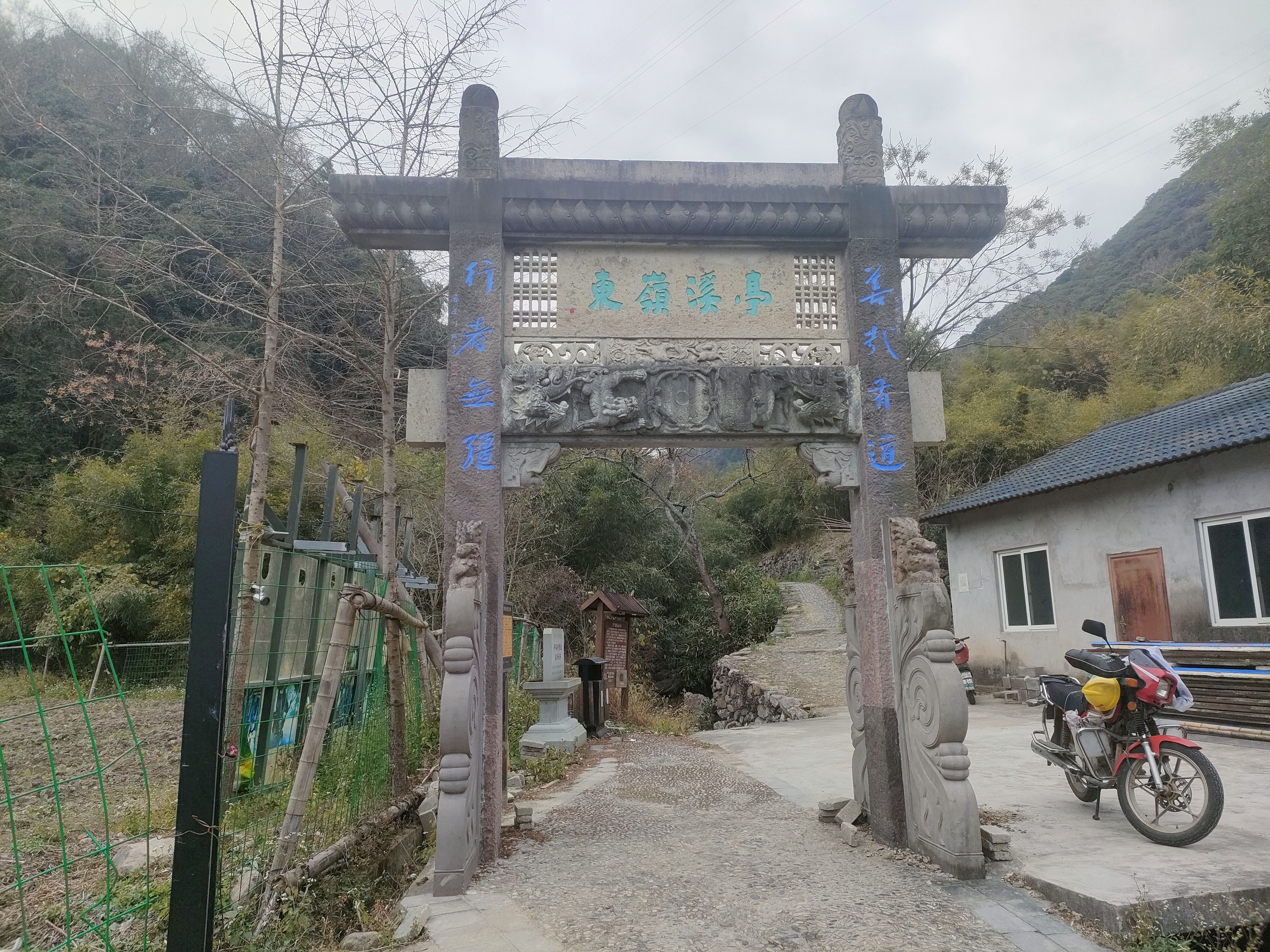
亭溪岭古驿道城杨村侧出入口

亭溪岭古驿道位于中国浙江省宁波市鄞州区横溪镇、东钱湖镇，东起东钱湖城杨村，西至横溪周夹村，全长5000米，宽2.8米，由鹅卵石铺成，古道始于明代，古道左侧可见4座亭子，分别为第五亭（磬裁亭）、老万寿亭（石板凉亭、下凉亭）、新万寿亭、祥云亭，清同治元年（1862年）太平天国曾在此与清军发生激战，旧时为鄞县、象山县、奉化县三地交通要道，东钱湖镇城杨村部分于2013年3月公布为宁波市文物保护点，横溪镇周夹村部分于2018年3月20日公布为鄞州区文物保护单位，2023年9月1日公布为宁波市文物保护单位。